# Exechopalpus dubitalis
Exechopalpus dubitalis är en tvåvingeart som beskrevs av Malloch 1930. Exechopalpus dubitalis ingår i släktet Exechopalpus och familjen parasitflugor. Inga underarter finns listade i Catalogue of Life.